# История Темиртау

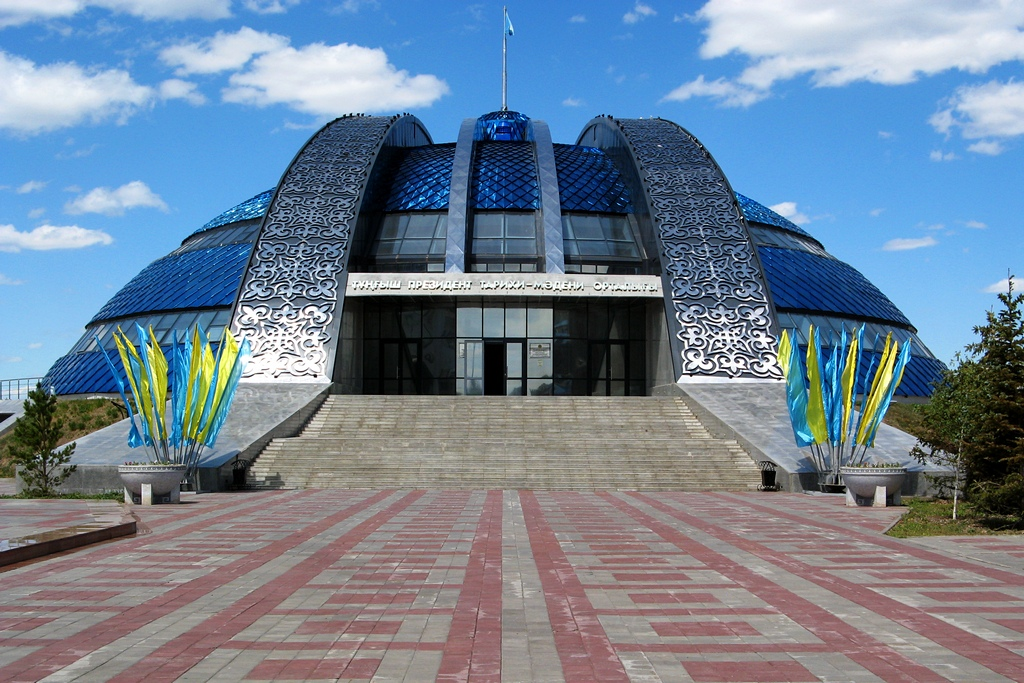
Историко-культурный центр первого президента Казахстана Нурсултана Назарбаева в Темиртау

Темиртау (каз. Теміртау) — город в Казахстане, расположенный в Карагандинской области, основанный в начале XX века. Развитие города было связано со строительством в 1950-х годах Карагандинского металлургического комбината, в доменной печи № 1 которого работал будущий первый президент Республики Казахстан Нурсултан Назарбаев.

## Основание посёлка
15 июня 1905 года первые 40 семей переселенцев по столыпинской реформе прибыли по дороге из Самары и осели на левобережье реки Нура в Акмолинском уезде Акмолинской области. Поселение получило наименование Жаур по названию сопки на противоположном берегу.
В 1909 году посёлок Жаур был переименован в Самаркантский, в 1911 году в посёлке были построены первая школа и больница. В 1921 году посёлок под наименованием Самаркандский вошёл в состав Акмолинской губернии Киргизской АССР — автономной республики, образованной в 1920 году в составе РСФСР (с 1925 года — Казакская АССР в составе РСФСР).
В конце 1920-х годов в этом районе побывала геологическая экспедиция во главе с известным казахстанским учёным-геологом Канышем Сатпаевым. Экспедиция не обнаружила полезных ископаемых, но в документах сделали следующее заключение: «Район посёлка Самаркандский, как бы самой природой предназначен для того, чтобы в будущем стать центром чёрной металлургии Казахстана». Данное заключение определило дальнейшую историю города — в последующем Каныш Сатпаев предложил построить здесь завод с полным металлургическим циклом. Вместе с учёными Михаилом Русаковым и Александром Сперанским он доказал, что здесь имеются все условия для этого: богатые запасы коксующегося угля, близкое нахождения месторождений железной и марганцевой руд, доломита и известняка, а также источник воды.
В 1928 году посёлок Самаркандский вошёл в состав Карагандинского района Акмолинского округа Казакской АССР — административно-территориальной единицы, образованного из частей Акмолинской и Семипалатинской губерний, в 1931 году Карагандинский район был переименован в Тельманский район.
В 1932 году посёлок Самаркандский вошёл в состав Тельманского района образованной 10 марта Карагандинской области Казакской АССР (с февраля 1936 года — Казахская АССР в составе РСФСР, а после декабря 1936 года — Казахская Советская Социалистическая Республика в составе СССР).
В 1933 году для обеспечения развития Карагандинского угольного бассейна был построен водоканал Самаркандский — Караганда.
10 февраля 1934 года из населённых пунктов Тельманского района, возникших на территории строительства государственного треста по эксплуатации Карагандинского каменноугольного бассейна, был образован город Караганда. Среди других населённых пунктов включённых в состав нового города был и посёлок Самаркандский, получивший новое название — посёлок Самарканд города Караганды. В 1938 году Караганда была разделена на районы, первоначально их было образовано три: Ленинский, Сталинский и Кировский — посёлок Самарканд был включён в состав Кировского района.
В 1939 году на реке Нура была возведена дамба (20 метров в высоту, 300 метров в ширину). Началось заполнение новообразованного Самаркандского водохранилища, которое продолжалось до 1961 года.

## Развитие промышленности
В 1942 году президент Академии наук СССР Владимир Комаров в связи с необходимостью использования полезных ископаемых Казахстана в оборонных целях пришёл к выводу: «В области чёрной металлургии нам надлежит, пользуясь работами, проведёнными под руководством лауреата Государственной премии К. И. Сатпаева, рассмотреть вопрос о выборе места для строительства нового металлургического завода в Центральном Казахстане». Хотя эта идея сначала не получила поддержки руководства страны, после захвата немецкими войсками Украины с её металлургическими предприятиями, Комитет обороны СССР принял постановление о строительстве предприятия по выпуску сортового проката и листовой жести на территории будущего Темиртау.
В 1942 году была запущена первая турбина Карагандинской ГРЭС. В 1943 году начал работу завод синтетического каучука. В 1944 году строящийся Казахский металлургический завод дал первую сталь. Плавка велась в мартеновской печи.
1 октября 1945 года рабочий посёлок Самарканд был выделен из Кировского района Караганды, получил статус города и переименован в Темиртау.
В 1945—1949 годах в лагере, обустроенном недалеко от города, содержались японские военнопленные.
В 1950-е годы было принято постановление о строительстве Карагандинского металлургического комбината, и правительство СССР объявило о начале Всесоюзной ударной комсомольской стройки, в город стали приезжать молодёжные ударные отряды со всех концов Советского Союза и даже из стран-союзников (в основном из Болгарии). Всего по комсомольской путёвке на ударную стройку приехали более 8000 молодых людей, в их числе будущий первый президент Казахстана Нурсултан Назарбаев, который начал работать на комбинате чугунщиком литейной машины, затем горновым доменной печи.
В 1959 году в городке произошли беспорядки и восстания среди рабочих, крайне недовольных плохими условиями труда, перебоями с поставкой воды, питания, товаров, вызванными многочисленными ошибками администрации. Чаша терпения переполнилась, когда рабочие узнали, что на базе ОРС сгнила, а затем была закопана в землю большая партия мяса, пельменей, фруктов, о наличии которых на стройке не знали. 29 июля несколько тысяч рабочих собрались на площади у здания треста, чтобы выяснить отношения с руководством. Когда рабочие поняли, что с ними не будут вести переговоры, они стали взламывать замки продуктовых и других магазинов. В город были введены войска, объявлен комендантский час. В результате столкновений с властями по официальным данным 16 рабочих было убито, 27 — ранено, около 70 — арестовано и осуждено, из них шестеро — к высшей мере наказания (расстрелу).
3 июля 1960 году произошло историческое событие для Темиртау — доменная печь № 1 Казахстанской Магнитки (единственная на то время доменная печь в Казахстане и Средней Азии) дала первую плавку чугуна.
В феврале 1962 года молодёжь комбината избрала Нурсултана Назарбаева делегатом на X съезд комсомола Казахстана. Во время съезда он выступил с темой актуальных проблем Темиртау:
У комбината города Темиртау имеются проблемы, часть из которых решаем своими силами, но другую часть мы не можем решить сами. Это - отсутствие дворца культуры (для хорошего отдыха молодёжи, для организации художественной самодеятельности). Талантов много. Есть мастера, разрядники, но нет стадиона. От имени комсомольцев нашего города прошу помочь разрешить этот трудный для нас вопрос. Многим ребятам хочется научиться большему, но в нашем городе для этого имеется ещё мало возможностей. По постановлению правительства в нашем городе решено построить высшее техническое заведение, но в течение двух лет мы видим только кипу бумаг, а этот вопрос так до сих пор не решён. На многих крупных заводах создавались такие вузы. Ни Министерство высшего образования, ни Госплан, ни ЦК комсомола республики до сих пор не принимают необходимых мер к ускорению этого строительства. Нам нужно такое учебное заведение. Комсомольцы и молодёжь Темиртау давно хотят иметь в своём городе завод-втуз и с большой надеждой взирают на те организации, от которых зависит решение этого вопроса.
В 1963 году на базе Карагандинского политехнического института и КарМетКомбината был образован завод-втуз.
В январе 1971 года город Темиртау был награждён орденом Трудового Красного Знамени.
В 1970-е годы продолжилось строительство инфраструктуры в городе: были построены Дворец культуры металлургов, новый спорткомплекс, включающий в себя плавательный бассейн «Дельфин» (ныне «Жастар»), стадион и крытый ледовый дворец. В апреле 1974 года был открыт памятник Воину (автор — С. Б. Назарян) у Вечного огня, символизирующий подвиг темиртауских солдат, погибших в Великую Отечественную войну. В 1978 году начал работу парк культуры и отдыха «Восток».
В 1984 году был построен новый жилой комплекс — квартал «Зеница» (ныне 70-й квартал), названный в честь югославского города-побратима Зеница.

## Годы независимости
28 декабря 1992 года на пороге заводоуправления был убит генеральный директор Карагандинского металлургического комбината Александр Свичинский. Убийство вызвало большой общественный резонанс, к убийцам применена исключительная мера наказания — расстрел.
В январе 1993 года в парке «Восток» был открыт Зимний сад.
В 1995 году Карагандинский металлургический комбинат был передан компании Ispat International, и стал именоваться Ispat-KarMet, затем — Mittal Steel Temirtau, и с 2007 года — ArcelorMittal Temirtau.
В 2010 году празднование 50-летия Казахстанской Магнитки посетил президент Республики Казахстан Н. А. Назарбаев. В своём выступлении он отметил, что получение первого чугуна — это дата основания не только Кармета, но и всей чёрной металлургии Казахстана. Из рук президента «Золотую звезду» почётного звания Герой Труда Казахстана получил металлург, ветеран труда Аргын Жунусов.
В 2011 году в Темиртау был построен и открыт музей Первого Президента. Он представляет собой трёхуровневое здание с диаметром 48 м, высотой 15,59 м, общая площадь всех помещений 4526 м².